# USS LST-741
O USS LST-741 foi um navio de guerra norte-americano da classe LST que operou durante a Segunda Guerra Mundial.